# Унифицированный модуль планирования и коррекции

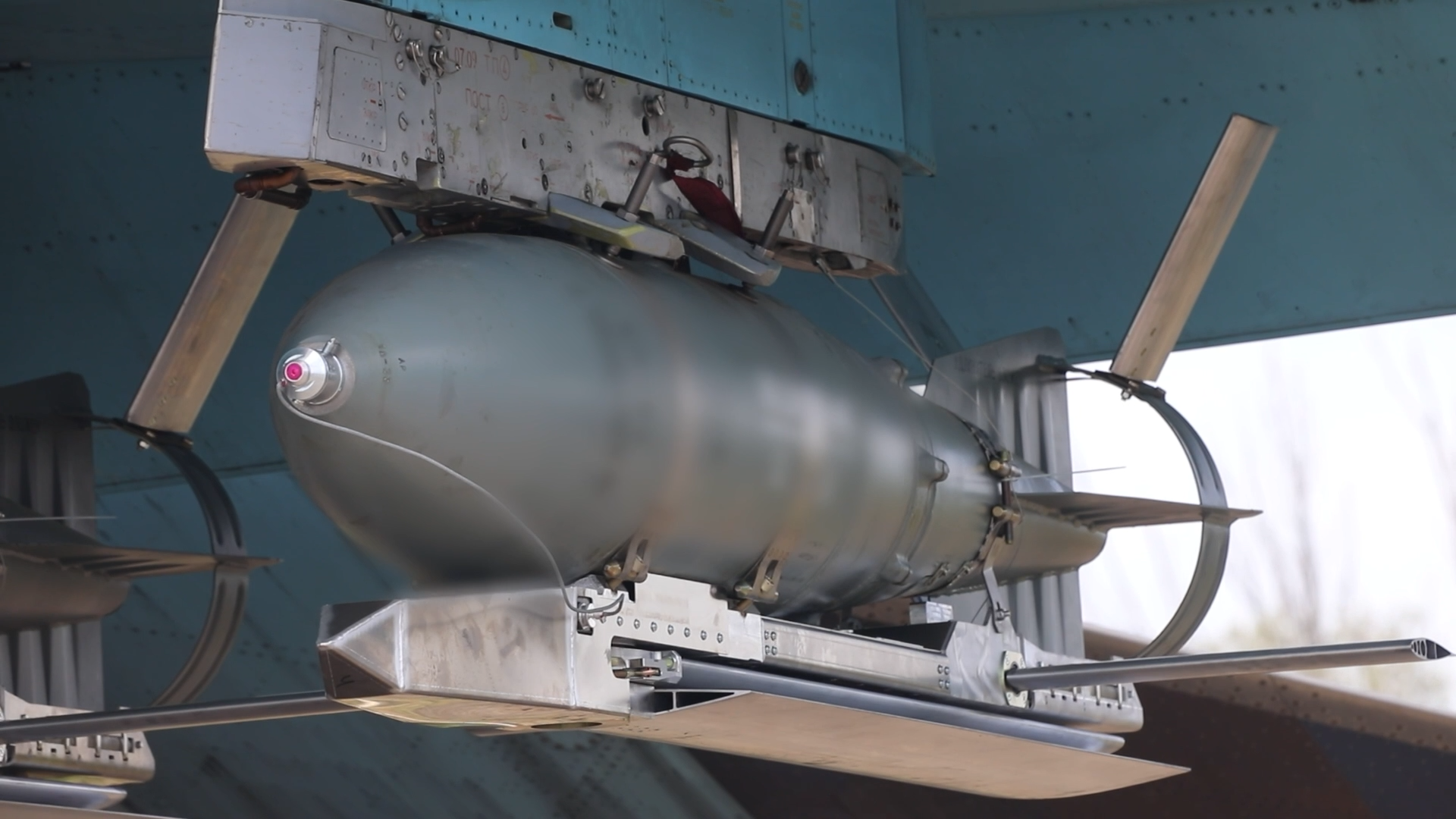
ФАБ-500Т с модулем УМПК под крылом Су-34

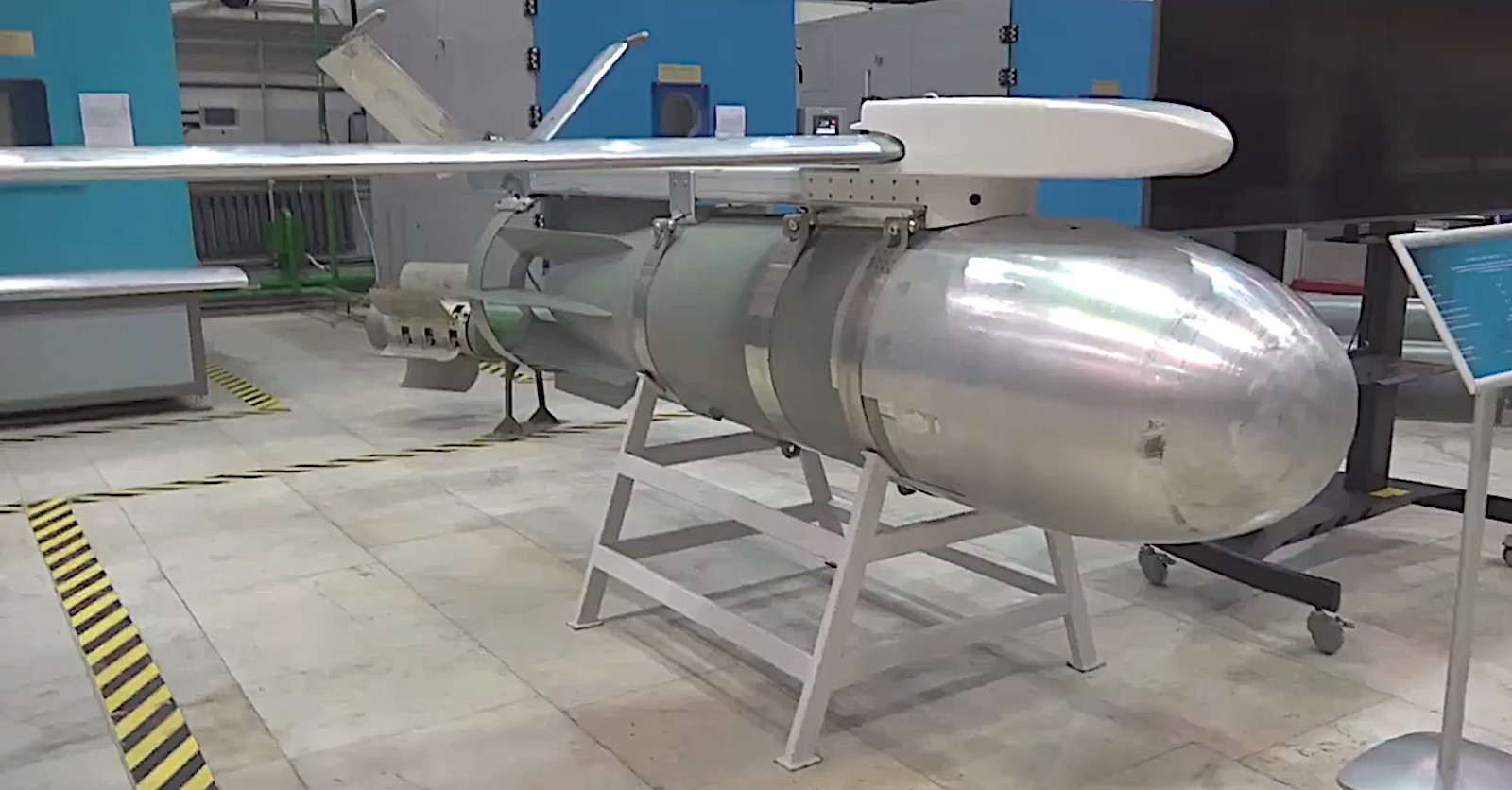
ФАБ-1500 с модулем УМПК

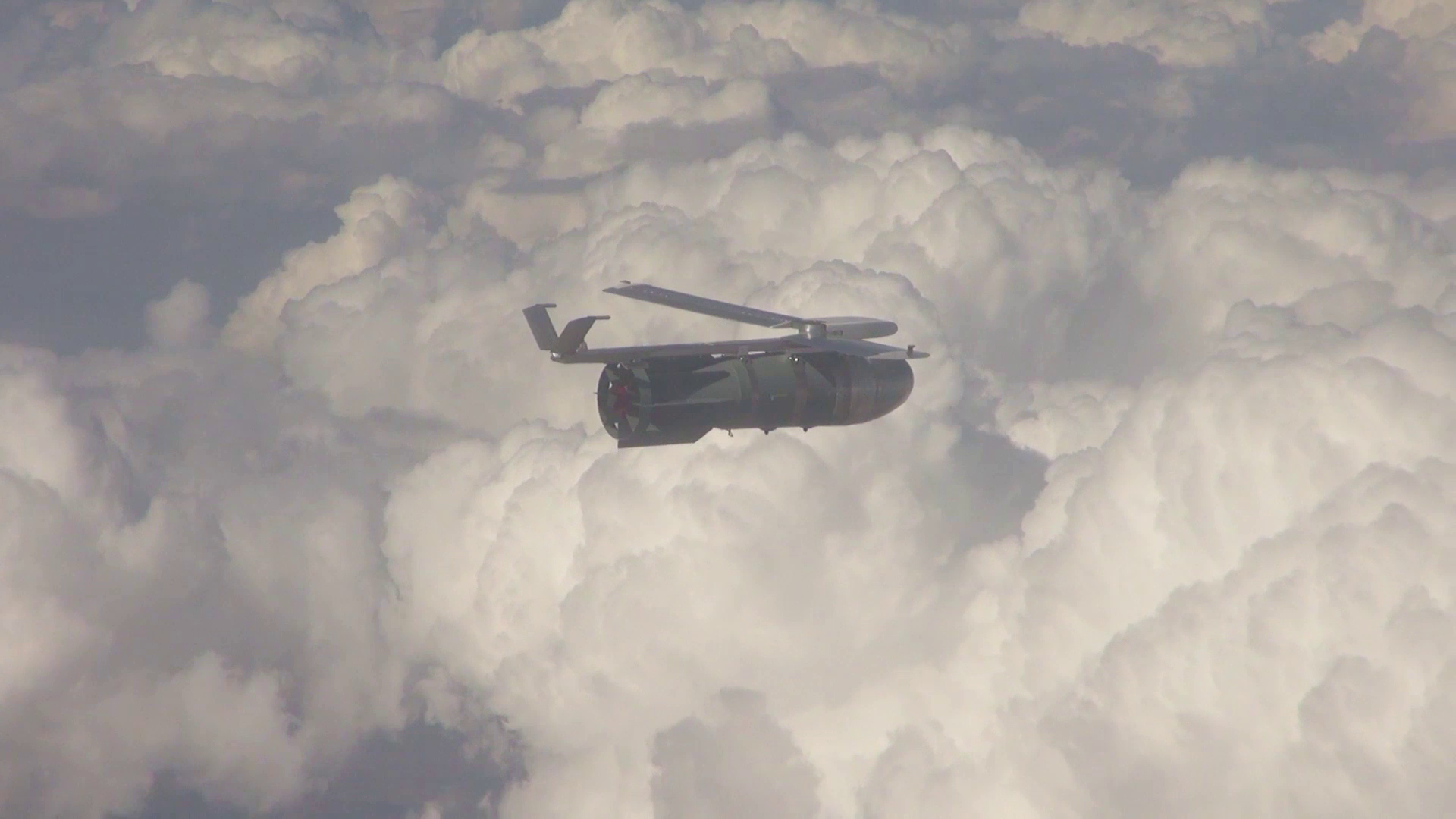
ФАБ-3000 с модулем УМПК в небе

Унифицированный модуль планирования и коррекции (УМПК) — российский аэродинамический комплект, присоединяемый к свободнопадающим авиабомбам и превращающий их в управляемые планирующие авиабомбы.
Разработка УМПК началась ещё в начале 2000 года ГНПП «Базальт» и первые вариации были представлены в 2002 году на авиасалоне в Фарнборо и на МАКС-2009 под названием МПК. В первоначальной задумке модуль делился на 4 типа в зависимости от дальности. В дальнейшем о проекте мало что было известно до 2022 года, когда он увидел своё продолжение в лице УМПК.

## Конструкция
УМПК представляет собой сварную конструкцию с двумя раскрывающимися крыльями и двумя хвостовыми элеронами. Она представляет собой автономную летающую конструкцию, к которой присоединяется авиабомба с носовым обтекателем или без него. В отличие от аналогичного по назначению американского комплекта JDAM, установка УМПК на авиабомбу может производиться непосредственно на аэродроме (а не на заводе или в ремонтной мастерской). После сброса авиабомбы крылья раскрываются при помощи пружинного механизма, приводимого в действие пиропатроном. Наведение бомбы на цель осуществляется при помощи навигационного модуля, использующего как сигналы с инерциального измерительного блока, так и спутниковую навигацию с применением помехозащищённой GPS/ГЛОНАСС антенны «Комета М». Управляющие сигналы передаются на два сервомотора, приводящие в действие хвостовые элероны. Электропитание обеспечивается двумя батареями.
9.1.2025 году появилась информация о новой версии системы - УМПК-П

## Вариации и носители
После отработки технологий УМПК, данный модуль начал ставиться на многие виды бомб, что увеличило вариативность мощности и воздействия. Также помимо увеличения вариативности, идут разработки для увеличения дальности, что позволит наносить удары в глубокие тылы и уменьшит риски для техники.
| Боеприпас     | Носитель/Количество | Носитель/Количество | Носитель/Количество | Дальность км |
| Боеприпас     | Су-24               | Су-34               | Су-35               | Дальность км |
| ------------- | ------------------- | ------------------- | ------------------- | ------------ |
| УМПБ Д-30СН   | -                   | 4                   | 4                   | ~80-95       |
| ФАБ-250;      | ~2-4                | 4                   | 4                   | ~40-70       |
| ФАБ-500М-62;  | 2                   | 4                   | 4                   | ~40-70       |
| РБК-500;      | 2                   | 4                   | 4                   | ~40-70       |
| ОДАБ-500;     | 2                   | 4                   | 4                   | ~40-70       |
| ФАБ-1500М-54; | -                   | 3                   | ~1-3                | ~?           |
| ОДАБ-1500;    | -                   | 3                   | ~1-3                | ~?           |
| ФАБ-3000      | -                   | 1                   | -                   | ~50-60       |

## Боевое применение

Раскрытие крыльев комплекта УМПК

Первое сообщение о применении ВКС России авиабомб с УМПК было опубликовано 4 января 2023 года телеграм-каналом Fighterbomber. На приложенном к публикации фото была изображена подвешенная под бомбардировщик Су-34 авиабомба ФАБ-500М-62 с УМПК. В публикации от 20 февраля того же года тот же источник сообщил, что УМПК производятся уже 4 месяца и уже сброшены сотни оборудованных этим комплектом бомб. Украинские официальные лица впервые подтвердили применение Россией авиабомб с УМПК 4 апреля 2023 года, указав при этом, что с их помощью наносится до 20 ударов в день. Россия официально подтвердила использование бомб с УМПК 8 мая 2023 года. В мае 2023 года было заявлено, что комплектом УМПК оснащаются также 250-кг авиабомбы. В сентябре 2023 года появились сообщения об использовании УМПК с авиабомбами ФАБ-1500, в ноябре того же года — с бомбовыми кассетами РБК-500. С начала 2024 года фиксируется применение оборудованных УМПК объемно-детонирующих авиабомб ОДАБ-500 и ОДАБ-1500, а с лета того же года — трёхтонных бомб ФАБ-3000.
К лету 2024 года воздушно-космические силы России сбрасывали в месяц около 3500 авиабомб, оборудованных УМПК. Авиабомбы часто применялись для разрушения зданий, используемых украинскими военными, что облегчало проведение российскими войсками наступательных операций.

## Эффективность
Применение авиабомб с УМПК позволило ВКС России резко повысить свою эффективность в войне на Украине. Использование УМПК дало возможность российской авиации сбрасывать авиабомбы за пределами зоны действия большинства систем ПВО, находящихся на вооружении украинской армии, обеспечивая относительную безопасность самолёта-носителя. Как правило, российские самолёты сбрасывают авиабомбы с УМПК в 35-50 км от линии фронта.
Украинские военные оценивают авиабомбы с УМПК как одно из самых страшных вооружений России. Бомбы обладают очень высокой разрушительной силой, снося до фундаментов дома, которые украинские военные используют в качестве оборонительных укреплений. По мнению The New York Times, использование авиабомб с УМПК позволило российским войскам сместить баланс боевых действий в свою сторону и обеспечило успешное проведение наступательных операций летом 2024 года в Донецкой области. Украинские солдаты отмечают, что способность России проводить масштабные воздушные удары играет решающую роль в вытеснении украинских войск с их позиций, в том числе самых укреплённых. По мнению The Washington Post, российские планирующие авиабомбы сыграли важную роль в ходе боёв за Авдеевку, закончившихся взятием города российскими войсками.
Украинские официальные лица заявляли, что авиабомбы, оборудованные УМПК, практически невозможно сбить. Поскольку такие авиабомбы не имеют двигательной установки, то они не излучают тепло, поэтому их трудно обнаружить. Кроме того, системы ПВО не оптимизированы для борьбы с планирующими бомбами, поскольку они ориентированы на поражение самолётов и ракет.
Также отмечается сравнительно низкая стоимость авиабомб с УМПК, возможно, не превышающая несколько десятков тысяч долларов за штуку.